# Nati l'11 ottobre
| Questa pagina contiene informazioni ricavate automaticamente dalle voci biografiche con l'ausilio del template Bio e di un bot. L'aggiornamento è periodico e automatico e ricostruisce completamente la pagina. Se manca una persona in questa lista, sei pregato di non aggiungerla, ma accertati piuttosto che la sua voce biografica contenga il template Bio e che i dati anagrafici siano correttamente compilati. Se il template Bio manca, inseriscilo tu stesso o, in alternativa, metti l'avviso {{tmp\|Bio}} che ne segnala la mancanza. Se i dati riportati sono sbagliati, correggi direttamente la voce biografica; le modifiche saranno visibili in questa lista entro pochi giorni. Per chiarimenti vedi il progetto biografie. La lista contiene solo le 1.070 persone che sono citate nell'enciclopedia e per le quali è stato implementato correttamente il template Bio. Pagina aggiornata al 17 ago 2025. |

## XIV secolo(1)
- 1388 - Bona di Savoia, principessa († 1432)

## XVI secolo(5)
- 1552 - Dmitrij Ivanovič di Russia, russo († 1553)
- 1573 - Jacobus Boonen, arcivescovo cattolico belga († 1655)
- 1587 - Valeriano Magni, religioso, diplomatico e filosofo italiano († 1661)
- 1593 - Hubrecht van den Eynde, scultore fiammingo († 1662)
- 1595 - Francesco Pona, medico, filosofo e scrittore italiano († 1655)

## XVII secolo(12)
- 1601 - Pompeo Frigimelica, pittore italiano († 1669)
- 1628 - Vincent van der Vinne, pittore e disegnatore olandese († 1702)
- 1629 - Armando di Borbone-Conti, nobile francese († 1666)
- 1629 - Muzio Soriano, arcivescovo cattolico italiano († 1679)
- 1629 - Adolfo Giovanni I del Palatinato-Zweibrücken-Kleeburg, militare svedese († 1689)
- 1658 - Henri de Boulainvilliers, storico e politologo francese († 1722)
- 1658 - Christian Heinrich Postel, poeta e librettista tedesco († 1705)
- 1661 - Melchior de Polignac, cardinale, arcivescovo cattolico e diplomatico francese († 1741)
- 1671 - Federico IV di Danimarca, re († 1730)
- 1675 - Samuel Clarke, filosofo inglese († 1729)
- 1693 - John Hobart, I conte di Buckinghamshire, nobile inglese († 1756)
- 1693 - Federico Carlo di Stolberg-Gedern, politico tedesco († 1767)

## XVIII secolo(34)
- 1708 - Giacomo Maria Paitoni, presbitero e scrittore italiano († 1774)
- 1717 - Domenico Augusto Bracci, antiquario italiano († 1795)
- 1721 - François-Antoine Chevrier, scrittore francese († 1762)
- 1725 - Jean-Baptiste Réveillon, imprenditore francese († 1811)
- 1728 - Karl Ernst von Biron, nobile († 1801)
- 1732 - Raphael Bienvenu Sabatier, chirurgo francese († 1811)
- 1738 - Filippo Maria Gherardeschi, compositore e pianista italiano († 1808)
- 1738 - Arthur Phillip, ammiraglio inglese († 1814)
- 1741 - James Barry, pittore irlandese († 1806)
- 1742 - Pierre-Charles Laurent de Villedeuil, politico e nobile francese († 1828)
- 1752 - Massimiliano Leopoldo di Brunswick-Wolfenbüttel, generale prussiano († 1785)
- 1753 - Federico di Danimarca, nobile danese († 1805)
- 1755 - Fausto Delhuyar, chimico e mineralogista spagnolo († 1833)
- 1758 - Heinrich Wilhelm Olbers, astronomo tedesco († 1840)
- 1759 - Placido Maria Tadini, cardinale e arcivescovo cattolico italiano († 1847)
- 1763 - Charles-Antoine-Nicolas Ancel, presbitero francese († 1794)
- 1768 - Jean-Édouard Adam, chimico e fisico francese († 1807)
- 1769 - Vladislav Aleksandrovič Ozerov, drammaturgo e scrittore russo († 1816)
- 1770 - Gabriel Julien Ouvrard, banchiere francese († 1846)
- 1771 - Étienne Estève, generale francese († 1844)
- 1775 - William Smith, navigatore e esploratore britannico († 1847)
- 1776 - Pietro Nobile, architetto svizzero († 1854)
- 1777 - Casimir Pierre Périer, politico e banchiere francese († 1832)
- 1779 - Giovanni Soglia Ceroni, cardinale italiano († 1856)
- 1780 - Étienne Cartier, numismatico e storico francese († 1859)
- 1782 - Georg Andreas von Rosen, generale russo († 1841)
- 1786 - Jacques Etienne Gay, botanico francese († 1864)
- 1788 - Simon Sechter, organista, compositore e direttore d'orchestra austriaco († 1867)
- 1789 - Elena Pavlovna Dolgorukaja, nobile russa († 1870)
- 1792 - Thomas Bell, zoologo, chirurgo e scrittore britannico († 1880)
- 1792 - Antoine Blanc, arcivescovo cattolico francese († 1860)
- 1794 - Carlo Cagnone, funzionario e politico italiano († 1862)
- 1794 - Ferdinando Caronesi, architetto italiano († 1842)
- 1799 - Paula Montal Fornés, religiosa e educatrice spagnola († 1889)

## XIX secolo(174)
- 1803 - Giuseppe De Cristoforis, naturalista italiano († 1837)
- 1804 - Napoleone Luigi Bonaparte, nobile francese († 1831)
- 1805 - Gustav Struve, rivoluzionario, politico e scrittore tedesco († 1870)
- 1805 - Carlo Antonio Venturi, micologo italiano († 1864)
- 1806 - Aleksandar Karađorđević, sovrano serbo († 1885)
- 1808 - Hyacinthe Klosé, clarinettista francese († 1880)
- 1809 - Modeste Demers, missionario e vescovo cattolico canadese († 1871)
- 1809 - Romualdo Trigona, principe di Sant'Elia, nobile e politico italiano († 1877)
- 1809 - Philippe Joseph Viard, missionario e vescovo cattolico francese († 1872)
- 1813 - Alessandro Revera, pittore italiano († 1895)
- 1813 - Louis Veuillot, giornalista e scrittore francese († 1883)
- 1815 - Pietro Napoleone Bonaparte, principe francese († 1881)
- 1816 - Pedro de Madrazo, pittore, scrittore e storico dell'arte spagnolo († 1898)
- 1817 - Helena Faucit, attrice teatrale inglese († 1898)
- 1817 - Étienne-Antoine Parrocel, imprenditore, storico dell'arte e pittore francese († 1899)
- 1817 - Maria Amelia di Baden, duchessa († 1888)
- 1818 - Émilie d'Oultremont, religiosa belga († 1878)
- 1821 - Angelo Mariani, direttore d'orchestra italiano († 1873)
- 1821 - George Williams, pedagogo britannico († 1905)
- 1823 - Edoardo di Sassonia-Weimar-Eisenach, militare tedesco († 1902)
- 1825 - Conrad Ferdinand Meyer, scrittore svizzero († 1898)
- 1826 - Elizaveta Aleksandrovna Barjatinskaja, nobildonna russa († 1902)
- 1827 - Afzal ad-Dawlah, Asaf Jah V, principe indiano († 1869)
- 1827 - Salvatore Carcano, inventore italiano († 1903)
- 1827 - Philipp Wasserburg, scrittore tedesco († 1897)
- 1828 - Agostino Bajocco, politico italiano († 1920)
- 1828 - André Henri Dargelas, pittore e disegnatore francese († 1906)
- 1829 - Carlo Ceppi, ingegnere, architetto e urbanista italiano († 1921)
- 1830 - Francesco Bonafini, patriota italiano
- 1831 - Giovanni Battista Borea d'Olmo, nobile e politico italiano († 1936)
- 1831 - Juan Nepomuceno Zegrí y Moreno, presbitero spagnolo († 1905)
- 1832 - Giuseppe Resti Ferrari, magistrato e politico italiano († 1908)
- 1835 - Theodore Thomas, violinista e direttore d'orchestra statunitense († 1905)
- 1839 - Nicolae Teclu, chimico e architetto rumeno († 1916)
- 1840 - Adolf Bernhard Meyer, antropologo, ornitologo e entomologo tedesco († 1911)
- 1841 - Camillo Candiani, militare e politico italiano († 1919)
- 1843 - Andrea Righetti, vescovo cattolico italiano († 1924)
- 1844 - Henry John Heinz, imprenditore statunitense († 1919)
- 1844 - Ernst Leopold Salkowski, biochimico tedesco († 1923)
- 1845 - Gennaro Portanova, cardinale e arcivescovo cattolico italiano († 1908)
- 1846 - Carlos Pellegrini, politico, avvocato e giornalista argentino († 1906)
- 1847 - Alice Meynell, poetessa inglese († 1922)
- 1848 - Ādolfs Alunāns, commediografo lettone († 1912)
- 1848 - Alfred Hart Everett, funzionario e naturalista britannico († 1898)
- 1848 - Enrico Soulier, politico italiano († 1920)
- 1849 - Alfred Kowalski, pittore polacco († 1915)
- 1852 - Antonio Ceci, medico e chirurgo italiano († 1920)
- 1854 - Adela Zamudio, scrittrice, insegnante e pittrice boliviana († 1928)
- 1855 - Thomas Audo, arcivescovo cattolico e filologo iracheno († 1918)
- 1856 - Alfredo Testoni, commediografo e poeta italiano († 1931)
- 1857 - Henri Caïn, drammaturgo e librettista francese († 1937)
- 1857 - Şehzade Yusuf Izzeddin, principe ottomano († 1916)
- 1858 - Frederick Kerr, attore britannico († 1933)
- 1858 - Ulvi Liegi, pittore italiano († 1939)
- 1859 - Colin Campbell, regista, sceneggiatore e attore scozzese († 1928)
- 1860 - Fernando De Lucia, tenore italiano († 1925)
- 1860 - Viktor Sergeevič Kočubej, generale russo († 1923)
- 1860 - Félia Litvinne, soprano russo († 1936)
- 1861 - John Bell Hatcher, paleontologo statunitense († 1904)
- 1863 - Georges Gardet, scultore francese († 1939)
- 1863 - Xavier Leroux, compositore e docente francese († 1919)
- 1863 - Lucien Lesna, ciclista su strada e pistard francese († 1932)
- 1863 - Richard Bouwens van der Boijen, architetto francese († 1939)
- 1865 - Girolamo Apolloni, presbitero italiano († 1932)
- 1865 - Hans Ernst Kinck, scrittore norvegese († 1926)
- 1865 - Ludwig Rottenberg, compositore e direttore d'orchestra austriaco († 1932)
- 1865 - Eugenio Sortino Trono, nobile e storico italiano († 1948)
- 1866 - Johannes Kuenen, fisico olandese († 1922)
- 1866 - Thomas McMillan, calciatore scozzese († 1923)
- 1868 - Joseph Anglade, saggista, filologo e insegnante francese († 1930)
- 1868 - Giovanni Chevalley, ingegnere italiano († 1954)
- 1868 - Arturo Donaggio, psichiatra italiano († 1942)
- 1868 - Ernst Kornemann, storico tedesco († 1946)
- 1868 - Oreste Lo Valvo, avvocato, pubblicista e saggista italiano († 1947)
- 1869 - Aleksandr Vasil'evič Gudovič, nobile e politico russo († 1919)
- 1870 - Pietro de Nava, ingegnere italiano († 1944)
- 1871 - Vincenzo Galdi, fotografo italiano († 1961)
- 1872 - Emily Davison, attivista inglese († 1913)
- 1872 - Alessio Di Giovanni, poeta e drammaturgo italiano († 1946)
- 1872 - Karl Linsbauer, botanico austriaco († 1934)
- 1872 - Harlan Fiske Stone, politico e giurista statunitense († 1946)
- 1873 - Nadežda Petrović, pittrice serba († 1915)
- 1874 - Frank Brownlee, attore statunitense († 1948)
- 1874 - Carlo Sterpi, presbitero italiano († 1951)
- 1875 - Ettore Janni, giornalista, critico letterario e politico italiano († 1956)
- 1876 - Gertrud von Le Fort, scrittrice tedesca († 1971)
- 1876 - Paul Masson, pistard francese († 1944)
- 1876 - Josef Schediwy, calciatore austriaco († 1915)
- 1877 - Raffaele Jaffe, dirigente sportivo italiano († 1944)
- 1878 - Francesco Falcetti, prefetto e politico italiano († 1969)
- 1878 - Karl Hofer, pittore tedesco († 1955)
- 1878 - Ferdiš Kostka, ceramista slovacco († 1951)
- 1878 - Augusto Raffaele Occhialini, fisico e divulgatore scientifico italiano († 1951)
- 1879 - Paul Eichelmann, calciatore tedesco († 1938)
- 1879 - Raffaello Lucarelli, fotografo, regista e produttore cinematografico italiano
- 1879 - Maria Luisa di Hannover, principessa († 1948)
- 1879 - Christian Schilling, calciatore tedesco († 1955)
- 1879 - Shenton Thomas, politico britannico († 1962)
- 1880 - Maurice Bonham Carter, politico britannico († 1960)
- 1880 - Antonio Minto, archeologo e etruscologo italiano († 1954)
- 1880 - Georges Wybo, architetto francese († 1943)
- 1881 - Ada Boni, gastronoma e giornalista italiana († 1973)
- 1881 - Sarah Edwards, attrice britannica († 1965)
- 1881 - Hans Kelsen, giurista e filosofo austriaco († 1973)
- 1881 - Hans-Otto Löwenstein, regista, sceneggiatore e attore austriaco († 1931)
- 1881 - Lewis Fry Richardson, matematico, fisico e meteorologo britannico († 1953)
- 1882 - John Francis D'Alton, cardinale e arcivescovo cattolico irlandese († 1963)
- 1883 - Giuseppe Pierozzi, attore italiano († 1956)
- 1884 - Friedrich Bergius, chimico tedesco († 1949)
- 1884 - Eleanor Roosevelt, attivista e first lady statunitense († 1962)
- 1884 - Sig Ruman, attore tedesco († 1967)
- 1885 - Angus Gillan, canottiere britannico († 1981)
- 1885 - Alfréd Haar, matematico ungherese († 1933)
- 1885 - Anna Laughlin, attrice statunitense († 1937)
- 1885 - François Mauriac, scrittore, giornalista e drammaturgo francese († 1970)
- 1885 - Alicia Moreau de Justo, medica, politica e pacifista britannica († 1986)
- 1885 - Georges Passerieu, ciclista su strada e pistard francese († 1928)
- 1885 - Lowell Sherman, attore e regista statunitense († 1934)
- 1886 - Leon Grochowski, vescovo vetero-cattolico polacco († 1969)
- 1886 - Conrad Helfrich, ammiraglio olandese († 1962)
- 1886 - Otto Krappan, allenatore di calcio ungherese († 1942)
- 1887 - Arturo Bocci, fantino italiano († 1939)
- 1887 - Maria Teresa Ferrari, medica e docente argentina († 1956)
- 1887 - Knut Heyerdahl-Larsen, calciatore norvegese († 1969)
- 1887 - Pierre Jean Jouve, scrittore e poeta francese († 1976)
- 1889 - Hjalmart Andersen, ginnasta danese († 1974)
- 1889 - Lucien Lelong, stilista francese († 1958)
- 1889 - Imre Schlosser, calciatore e allenatore di calcio ungherese († 1959)
- 1890 - August H. Andresen, politico statunitense († 1958)
- 1890 - Attilio Imolesi, militare e aviatore italiano († 1918)
- 1890 - Abram Il'ič Jampol'skij, violinista sovietico († 1956)
- 1890 - Maurizio Pagliano, militare e aviatore italiano († 1917)
- 1890 - Nicasio Sierra Ucar, presbitero spagnolo († 1936)
- 1891 - George Ault, pittore statunitense († 1948)
- 1891 - Dorothy Burlingham, psicoanalista statunitense († 1979)
- 1891 - Kim Seong-soo, educatore, giornalista e politico sudcoreano († 1955)
- 1891 - Hans Liesche, altista tedesco († 1979)
- 1891 - Peter Mole, inventore italiano († 1960)
- 1891 - Lev Pyšnov, pianista russo († 1959)
- 1891 - László Szentgróthy, nuotatore e dirigente sportivo ungherese
- 1892 - Giorgio di Sassonia-Meiningen, nobile († 1946)
- 1892 - Luigi Maiocco, ginnasta italiano († 1965)
- 1892 - Umberto Pagani, politico, sindacalista e partigiano italiano († 1966)
- 1893 - Wladimiro De Liguoro, attore, regista e direttore della fotografia italiano († 1968)
- 1893 - Henry Furst, giornalista, scrittore e traduttore statunitense († 1967)
- 1893 - Jean Picy, calciatore francese († 1967)
- 1894 - Luis Ángel Firpo, pugile argentino († 1960)
- 1894 - Gaetano Marzotto, imprenditore e mecenate italiano († 1972)
- 1894 - Boris Andreevič Pil'njak, scrittore russo († 1938)
- 1894 - Albert Stoessel, compositore, violinista e direttore d'orchestra statunitense († 1943)
- 1895 - Howard Cann, cestista, giocatore di football americano e pesista statunitense († 1992)
- 1895 - Torquato Cardelli, militare italiano († 1916)
- 1895 - Alberto Cecchi, giornalista e commediografo italiano († 1933)
- 1896 - Cesare Andrea Bixio, compositore italiano († 1978)
- 1896 - Antonio Cortella, calciatore argentino († 1962)
- 1896 - Giacinto Gambirasio, imprenditore, politico e poeta italiano († 1971)
- 1896 - George Preston Marshall, dirigente sportivo statunitense († 1969)
- 1896 - Stefan Pawlikowski, aviatore e generale polacco († 1943)
- 1896 - Suzy Prim, attrice, sceneggiatrice e produttrice cinematografica francese († 1991)
- 1896 - Enrico Turolla, grecista, latinista e bizantinista italiano († 1985)
- 1896 - Ján Ursíny, politico e pastore protestante slovacco († 1972)
- 1897 - Russell Collins, attore statunitense († 1965)
- 1897 - Hermann Hohn, generale tedesco († 1968)
- 1897 - Raffaele Leone, architetto, ingegnere e pubblicista italiano († 1981)
- 1897 - Giovanni Sampietro, politico italiano († 1965)
- 1898 - Jimmy Skinner, calciatore inglese († 1984)
- 1898 - Nello Traquandi, politico e antifascista italiano († 1968)
- 1899 - Alfredo Carzino, partigiano e calciatore italiano († 1944)
- 1899 - Gaetano Invernizzi, politico, partigiano e sindacalista italiano († 1959)
- 1899 - Olivier Marcel Maradan, vescovo cattolico e missionario svizzero († 1975)
- 1899 - Fortunato Misiano, produttore cinematografico italiano († 1976)
- 1899 - Giulio Stella, fisiologo italiano († 1978)
- 1900 - Boris Efimov, vignettista sovietico († 2008)
- 1900 - Hans Christian Sørensen, ginnasta danese († 1984)

## XX secolo(821)
- 1901 - Paul-André Robert, pittore e naturalista svizzero († 1977)
- 1902 - Leon Belasco, attore russo († 1988)
- 1902 - Alexander Mach, politico slovacco († 1980)
- 1902 - Adalberto Migliorati, pittore e disegnatore italiano († 1953)
- 1902 - Bruno Müller, canottiere tedesco († 1975)
- 1903 - Július Bukovinský, pittore slovacco († 1975)
- 1903 - Giulio Cerreti, sindacalista, politico e giornalista italiano († 1985)
- 1903 - Kazimierz Kordylewski, astronomo polacco († 1981)
- 1903 - Jan de Kreek, calciatore olandese († 1988)
- 1903 - Karl Streibel, militare tedesco († 1986)
- 1903 - Hans Söhnker, attore tedesco († 1981)
- 1904 - Ken'ichi Enomoto, attore e comico giapponese († 1970)
- 1904 - Edwin Lanham, sceneggiatore e scrittore statunitense († 1979)
- 1904 - Tita Merello, attrice cinematografica, cantante e ballerina argentina († 2002)
- 1904 - Alexander Piorkowski, ufficiale tedesco († 1948)
- 1905 - Remo Calapso, scacchista italiano († 1975)
- 1905 - Gino Capriolo, drammaturgo italiano († 1957)
- 1905 - Ioan Dragomir, vescovo cattolico rumeno († 1985)
- 1905 - Harald Gundersen, calciatore norvegese († 1979)
- 1905 - Viktor Andreevič Kravčenko, diplomatico e militare sovietico († 1966)
- 1905 - Osvaldo Ramous, poeta e scrittore italiano († 1981)
- 1905 - Fred Trump, imprenditore statunitense († 1999)
- 1905 - Jean-Marie Villot, cardinale e arcivescovo cattolico francese († 1979)
- 1906 - Dutch Clark, giocatore di football americano statunitense († 1978)
- 1906 - Giovanni Palmieri, tennista italiano († 1982)
- 1906 - Rukiye Sultan, principessa ottomana († 1927)
- 1906 - Igor' Andreevič Savčenko, regista cinematografico sovietico († 1950)
- 1907 - Salah Ben Youssef, politico tunisino († 1961)
- 1907 - Domenico Debarbieri, calciatore italiano († 1970)
- 1908 - Oreste Bernardini, militare italiano († 1938)
- 1908 - Cartola, cantante, compositore e chitarrista brasiliano († 1980)
- 1908 - Donald Gibson, architetto britannico († 1991)
- 1908 - Rosolino Grignani, calciatore e partigiano italiano († 1945)
- 1908 - Ferruccio Maranesi, calciatore italiano
- 1908 - Benno Rabinof, violinista statunitense († 1975)
- 1909 - Ferrero Alberti, allenatore di calcio e calciatore italiano († 1990)
- 1909 - David John Astley, calciatore e allenatore di calcio gallese († 1989)
- 1909 - Alessandro Astolfi, calciatore italiano († 1981)
- 1909 - Nathan Cassuto, medico e rabbino italiano († 1945)
- 1909 - Tauno Kukkamäki, geodeta finlandese († 1997)
- 1909 - Georgij Lisicyn, scacchista sovietico († 1972)
- 1909 - Charles Rampelberg, pistard francese († 1982)
- 1909 - Livio Zannoni, aviatore e militare italiano († 1935)
- 1910 - Joseph Alsop, giornalista statunitense († 1989)
- 1910 - Pietro Camisaschi, calciatore italiano
- 1910 - Danie Craven, rugbista a 15 e allenatore di rugby a 15 sudafricano († 1993)
- 1910 - Emil Haussmann, militare e agente segreto tedesco († 1947)
- 1910 - Giordano Sinibaldi, calciatore italiano
- 1911 - Seibei Kimura, pallanuotista giapponese
- 1911 - Nello Pagani, pilota motociclistico e pilota automobilistico italiano († 2003)
- 1911 - Mario Panzeri, paroliere e compositore italiano († 1991)
- 1911 - Great Togo, wrestler statunitense († 1973)
- 1911 - Herman Veenstra, pallanuotista olandese († 2004)
- 1911 - Juan Carlos Zabala, maratoneta argentino († 1983)
- 1912 - Henrietta Bell Wells, attivista statunitense († 2008)
- 1912 - Vinzenz Maria Demetz, tenore e compositore italiano († 2006)
- 1912 - Bob Regh, cestista statunitense († 1999)
- 1913 - Emilio Greco, scultore, scrittore e illustratore italiano († 1995)
- 1913 - Jean Lavallée, militare e partigiano francese († 1944)
- 1913 - Giglio Panza, giornalista italiano († 1991)
- 1913 - J. J. Pickle, politico statunitense († 2005)
- 1913 - Francesco Pittaluga, canottiere italiano († 2016)
- 1913 - Joe Simon, fumettista statunitense († 2011)
- 1914 - Mickey Daniels, attore statunitense († 1970)
- 1914 - Reuben Fine, scacchista e psicologo statunitense († 1993)
- 1914 - Mária Medvecká, pittrice slovacca († 1987)
- 1914 - Luciano Robotti, allenatore di calcio e calciatore italiano († 1988)
- 1914 - Vincenzo Trimarchi, giurista e politico italiano († 2007)
- 1915 - Victor Cosson, ciclista su strada, pistard e ciclocrossista francese († 2009)
- 1916 - Gino Manni, calciatore e allenatore di calcio italiano († 1992)
- 1916 - Robert Marshak, fisico statunitense († 1992)
- 1916 - Franco Matacotta, poeta e giornalista italiano († 1978)
- 1917 - Ostilio Capaccioli, calciatore e allenatore di calcio italiano († 1982)
- 1917 - J. Edward McKinley, attore statunitense († 2004)
- 1917 - Viktor Sergeevič Safronov, astronomo sovietico († 1999)
- 1917 - Francisco Simón Calvet, calciatore spagnolo († 1978)
- 1918 - Olive Deering, attrice statunitense († 1986)
- 1918 - Furio Lauri, aviatore italiano († 2002)
- 1918 - Dino Menichetti, presbitero e compositore italiano († 2016)
- 1918 - Francesco Pesenti, calciatore italiano († 2008)
- 1918 - Jerome Robbins, regista, coreografo e ballerino statunitense († 1998)
- 1919 - Art Blakey, batterista statunitense († 1990)
- 1919 - Marcello Bonacchi, militare italiano († 1943)
- 1919 - Abdelkader Firoud, allenatore di calcio e calciatore francese († 2005)
- 1919 - André Van Lysebeth, belga († 2004)
- 1919 - Emilio Maggioni, calciatore italiano
- 1919 - Giovanni Nicosia, scrittore, giornalista e partigiano italiano († 1972)
- 1920 - Alfredo Campagner, altista italiano († 2016)
- 1920 - Werner Emser, calciatore tedesco († 2004)
- 1920 - Silvana Fioresi, cantante italiana († 2002)
- 1920 - Miguel Flores, calciatore cileno († 2002)
- 1920 - Enrico Riziero Galvaligi, generale italiano († 1980)
- 1920 - Marino Golinelli, imprenditore, filantropo e collezionista d'arte italiano († 2022)
- 1920 - James Aloysius Hickey, cardinale e arcivescovo cattolico statunitense († 2004)
- 1920 - Alejandro Moreno Rodillo, cestista cileno († 2011)
- 1920 - Edgar Negret, scultore colombiano († 2012)
- 1920 - Ľudovít Venutti, calciatore slovacco († 2002)
- 1921 - John Anderson, allenatore di calcio e calciatore inglese († 2006)
- 1921 - Manuel Costa, ciclista su strada spagnolo
- 1921 - Hans Haferkamp, calciatore tedesco († 1974)
- 1921 - Ada Valeria Ruhl Bonazzola, politica e partigiana italiana († 2004)
- 1922 - Dante Cappello, politico e medico italiano († 2012)
- 1923 - Antonio Bisson, calciatore italiano
- 1923 - Elizabeth Eisenstein, storica statunitense († 2016)
- 1923 - Harish-Chandra, matematico indiano († 1983)
- 1923 - Rosemary LaPlanche, modella statunitense († 1979)
- 1924 - Carlo Aliprandi, vescovo cattolico italiano († 2003)
- 1924 - Sammy McCrory, calciatore nordirlandese († 2011)
- 1924 - Rosario Romeo, storico e politico italiano († 1987)
- 1924 - Mal Whitfield, mezzofondista e velocista statunitense († 2015)
- 1925 - Livio Filiput, ex calciatore italiano
- 1925 - Nancy Guild, attrice statunitense († 1999)
- 1925 - Elmore Leonard, scrittore, sceneggiatore e produttore cinematografico statunitense († 2013)
- 1925 - Les Metzger, cestista statunitense († 2013)
- 1925 - Albert Poldesz, poeta ungherese († 1997)
- 1925 - Gazbia Sirry, pittrice e artista egiziana († 2021)
- 1926 - Bob Donham, cestista statunitense († 1983)
- 1926 - Earle Hyman, attore statunitense († 2017)
- 1926 - Gerhard Schulenburg, arbitro di calcio tedesco († 2013)
- 1926 - Dennis Shepherd, pugile sudafricano († 2006)
- 1926 - Duccio Tessari, regista e sceneggiatore italiano († 1994)
- 1926 - Thích Nhất Hạnh, monaco buddhista, poeta e attivista vietnamita († 2022)
- 1927 - Aldo Allievi, dirigente sportivo italiano († 2011)
- 1927 - Pierre Doukan, violinista e docente francese († 1995)
- 1927 - Giacoma Limentani, traduttrice, scrittrice e saggista italiana († 2018)
- 1927 - Giuseppe Merlo, tennista italiano († 2019)
- 1927 - William Perry, politico, ex militare e ingegnere statunitense
- 1927 - Jim Prior, politico britannico († 2016)
- 1927 - Teresa Vergalli, partigiana, insegnante e politica italiana († 2025)
- 1927 - Giuseppina Carlotta del Belgio, principessa belga († 2005)
- 1928 - Salvatore Corallo, politico italiano († 2019)
- 1928 - Mario De Prati, ex calciatore italiano
- 1928 - Joseph Marie Louis Duval, arcivescovo cattolico francese († 2009)
- 1928 - Constant Huysmans, calciatore belga († 2016)
- 1928 - Alfonso de Portago, pilota automobilistico e bobbista spagnolo († 1957)
- 1928 - Ferdinando Signorelli, politico e medico italiano († 2022)
- 1929 - Vivian Matalon, regista britannico († 2018)
- 1929 - Liselotte Pulver, attrice svizzera
- 1929 - Olga Tudorache, attrice e docente rumena († 2017)
- 1930 - A. Q. M. Badruddoza Chowdhury, politico bangladese († 2024)
- 1930 - Anne Drungis, schermitrice statunitense († 2005)
- 1930 - Emilia Fadini, clavicembalista, pianista e musicologa italiana († 2021)
- 1930 - Alberto Galardi, architetto italiano († 2025)
- 1930 - Harry Glaß, saltatore con gli sci tedesco († 1997)
- 1930 - Sam Johnson, politico e militare statunitense († 2020)
- 1930 - Ivanoe Nolli, calciatore italiano († 2017)
- 1930 - Jean-Jacques Petitjean, ciclista su strada francese († 2018)
- 1930 - Ronnie Simpson, calciatore scozzese († 2004)
- 1931 - Ricardo Alós, calciatore spagnolo († 2024)
- 1931 - Salvatore Campus, politico italiano († 1987)
- 1931 - Calcedonio Di Pisa, mafioso italiano († 1962)
- 1931 - Tadeusz Rut, martellista e discobolo polacco († 2002)
- 1932 - Saul Friedländer, storico, scrittore e biografo israeliano
- 1932 - Algis Ignatavicius, cestista lituano († 2022)
- 1932 - Richard Lugner, imprenditore, politico e personaggio televisivo austriaco († 2024)
- 1932 - Dana Scott, informatico e matematico statunitense
- 1932 - Sergio Toppi, fumettista e illustratore italiano († 2012)
- 1932 - Dottie West, cantante statunitense († 1991)
- 1934 - Tarun Gogoi, politico indiano († 2020)
- 1934 - Ademar Saccone, ex calciatore uruguaiano
- 1934 - Angelo Tenconi, pilota motociclistico italiano
- 1934 - Luis Héctor Villalba, cardinale e arcivescovo cattolico argentino
- 1935 - Pacifico Cuman, calciatore italiano († 2002)
- 1935 - Marcel Detienne, storico, antropologo e storico delle religioni belga († 2019)
- 1935 - Jimmy Murray, calciatore inglese († 2008)
- 1935 - Daniel Quinn, scrittore statunitense († 2018)
- 1936 - Jean-Maurice Dehousse, politico belga († 2023)
- 1936 - Antonio Fazio, economista italiano
- 1936 - Gordon Fullerton, astronauta, ingegnere e militare statunitense († 2013)
- 1936 - Billy Higgins, batterista statunitense († 2001)
- 1936 - James M. McPherson, storico statunitense
- 1936 - Helmi Ibrahim Mohamed, ex cestista egiziano
- 1936 - Larry Staverman, cestista e allenatore di pallacanestro statunitense († 2007)
- 1936 - Carlo Tani, politico italiano († 1999)
- 1936 - Paul Vandenberg, ex calciatore belga
- 1936 - Alberto Vázquez-Figueroa, scrittore, giornalista e sceneggiatore spagnolo
- 1936 - Tom Zé, cantante, compositore e polistrumentista brasiliano
- 1937 - Euro Bulfoni, attore teatrale italiano († 1992)
- 1937 - Paolo Emilio Carapezza, musicologo italiano
- 1937 - Bobby Charlton, calciatore, allenatore di calcio e dirigente sportivo inglese († 2023)
- 1937 - Ron Leibman, attore statunitense († 2019)
- 1937 - Mario Santonastaso, attore e cabarettista italiano († 2021)
- 1938 - Luis Alvarenga, cestista paraguaiano († 2013)
- 1938 - Darrall Imhoff, cestista statunitense († 2017)
- 1938 - Dan Pița, regista e sceneggiatore rumeno
- 1939 - Gabriel-Aldo Bertozzi, artista e scrittore italiano
- 1939 - Norma Blum, attrice e conduttrice televisiva brasiliana
- 1939 - Maria Bueno, tennista brasiliana († 2018)
- 1939 - Bernd Cullmann, velocista tedesco († 2025)
- 1939 - Masolino D'Amico, anglista e traduttore italiano
- 1939 - Zenon Grocholewski, cardinale e arcivescovo cattolico polacco († 2020)
- 1939 - Willy Monty, ciclista su strada belga († 2014)
- 1939 - Khin Nyunt, politico e generale birmano
- 1939 - Isabella Vaj, linguista, archeologa e traduttrice italiana († 2018)
- 1940 - Christoph Blocher, politico e imprenditore svizzero
- 1940 - Alessio Falanga, presbitero e francescano italiano († 2002)
- 1940 - Nikolaj Kalašnikov, ex pallanuotista sovietico
- 1940 - Gloria Milland, attrice italiana († 1989)
- 1940 - Plácido Rodríguez, vescovo cattolico messicano
- 1940 - Jean-Claude Schindelholz, ex calciatore svizzero
- 1940 - Ėl'dor Urazbaev, regista sovietico († 2012)
- 1941 - Giancarlo Biguzzi, biblista italiano († 2016)
- 1941 - Lester Bowie, trombettista e compositore statunitense († 1999)
- 1941 - Rosario Martinelli, allenatore di calcio e calciatore italiano († 2013)
- 1941 - Charles Shyer, regista, produttore cinematografico e sceneggiatore statunitense († 2024)
- 1941 - Roberto Soffritti, politico italiano
- 1942 - Amitabh Bachchan, attore e politico indiano
- 1942 - Curtis Callan, fisico statunitense
- 1942 - Vic Fazio, politico statunitense († 2022)
- 1942 - Rei Kawakubo, stilista giapponese
- 1942 - Angelo Tondini, fotografo, scrittore e giornalista italiano
- 1943 - Haim Buchbinder, cestista e allenatore di pallacanestro israeliano († 2025)
- 1943 - Paolo Fogu, politico italiano
- 1943 - Gideon Freitag, ex cestista israeliano
- 1943 - Harlan Marbley, pugile statunitense († 2008)
- 1943 - John Nettles, attore britannico
- 1943 - David Woodfield, allenatore di calcio e calciatore inglese († 2025)
- 1944 - Joan Gaspart, imprenditore e dirigente sportivo spagnolo
- 1944 - Rodney Marsh, allenatore di calcio e ex calciatore inglese
- 1944 - Younan Nowzaradan, medico iraniano
- 1944 - Carmelo Pittera, allenatore di pallavolo italiano
- 1944 - Anton Schaller, conduttore televisivo e politico svizzero
- 1944 - Jane Summerhays, attrice, cantante e ballerina statunitense
- 1945 - Ron Crawford, attore statunitense
- 1945 - Lee Davis, ex cestista statunitense
- 1945 - Alfred Debono, ex calciatore maltese
- 1945 - Alfred Delia, ex calciatore maltese
- 1945 - Paola Saini, ex nuotatrice italiana
- 1945 - Michel Watteau, calciatore francese († 2003)
- 1946 - Alberto Canepa, regista, attore e musicista italiano
- 1946 - Ken Cooper, allenatore di calcio e ex calciatore inglese
- 1946 - Elio Gnagnarelli, ex tiratore a segno italiano
- 1946 - Daryl Hall, cantante statunitense
- 1946 - Sawao Katō, ex ginnasta giapponese
- 1946 - David A. Kenny, psicologo statunitense
- 1946 - Jiří Kochta, hockeista su ghiaccio ceco († 2025)
- 1946 - Lee Hoe-taik, allenatore di calcio, dirigente sportivo e ex calciatore sudcoreano
- 1947 - Vincenzo Franceschelli, giurista italiano
- 1947 - Charles Freeman, storico e scrittore britannico
- 1947 - Marzio Lucchesi, vignettista e animatore italiano
- 1947 - Giorgio Morini, allenatore di calcio e ex calciatore italiano
- 1947 - Loukas Papadīmos, economista e politico greco
- 1947 - Alan Pascoe, ex ostacolista britannico
- 1947 - Salvatore Tatarella, politico italiano († 2017)
- 1948 - Silvio Cadelo, fumettista, illustratore e pittore italiano
- 1948 - Cecilia, cantautrice spagnola († 1976)
- 1948 - David Rendall, tenore britannico († 2025)
- 1948 - Ninetto Davoli, attore italiano
- 1948 - Joe Delia, musicista statunitense
- 1948 - Francesco Ghirelli, politico e dirigente sportivo italiano
- 1948 - Jonathan Hadary, attore statunitense
- 1948 - Judy Kaye, attrice, soprano e doppiatrice statunitense
- 1948 - Raymond Edwin Mabus, politico statunitense
- 1948 - Peter Turkson, cardinale e arcivescovo cattolico ghanese
- 1949 - Armando Dionisi, politico italiano
- 1949 - Martin Doughty, ambientalista britannico († 2009)
- 1949 - Pino Scotto, cantautore, conduttore televisivo e attore italiano
- 1950 - Catlin Adams, attrice e regista statunitense
- 1950 - Rene Bond, attrice pornografica statunitense († 1996)
- 1950 - Aniko Deak, ex cestista rumena
- 1950 - Amos Gitai, regista, sceneggiatore e artista israeliano
- 1950 - Michel Mella, attore e doppiatore francese
- 1950 - Patty Murray, politica statunitense
- 1950 - Robert Pugh, attore britannico
- 1950 - Adartico Vudafieri, ex pilota di rally italiano
- 1951 - Mukul S. Anand, regista indiano († 1997)
- 1951 - Jackie Basehart, attore statunitense († 2015)
- 1951 - Bruce Beehler, ornitologo statunitense
- 1951 - Patrick Chauvet, presbitero francese
- 1951 - Antonio Fosson, politico italiano
- 1951 - Goa Gil, disc jockey statunitense († 2023)
- 1951 - Jean-Jacques Goldman, cantautore francese
- 1951 - Tramaine Hawkins, cantante statunitense
- 1951 - Kim Ja-ok, attrice sudcoreana († 2014)
- 1951 - Louise Rennison, scrittrice britannica († 2016)
- 1952 - Marco Tarchi, politologo italiano
- 1952 - Jim Woodring, fumettista, artista e scrittore statunitense
- 1953 - Mariano Baino, scrittore e poeta italiano
- 1953 - Claudine Cassereau, modella e pittrice francese († 2020)
- 1953 - David Morse, attore statunitense
- 1953 - Brigitte Oertel, ex schermitrice tedesca
- 1953 - Pier Paolo Portinaro, filosofo italiano
- 1953 - Maurizio Prato, chimico italiano
- 1953 - Giovanni Vettorazzo, attore italiano
- 1954 - Roberto Bacchin, allenatore di calcio e ex calciatore italiano
- 1954 - Maree Bennie, ex cestista australiana
- 1954 - Nadia Campana, poetessa, traduttrice e saggista italiana († 1985)
- 1954 - Carmine Caravella, allenatore di calcio e ex calciatore italiano
- 1954 - Sascha Hehn, attore e doppiatore tedesco
- 1954 - Cleve Jones, attivista statunitense
- 1954 - Susan Player, modella e attrice statunitense († 2019)
- 1954 - Gianfranco Sanesi, ex cestista italiano
- 1954 - Vojislav Šešelj, politico serbo
- 1954 - Thomas Struth, fotografo tedesco
- 1955 - Ionel Augustin, ex calciatore rumeno
- 1955 - Hans-Peter Briegel, allenatore di calcio e ex calciatore tedesco
- 1955 - Luis Gerardo Cabrera Herrera, cardinale e arcivescovo cattolico ecuadoriano
- 1955 - Francesco Crinò, politico italiano
- 1955 - Susan J. Napier, docente statunitense
- 1955 - Norm Nixon, ex cestista e allenatore di pallacanestro statunitense
- 1955 - Moctar Ouane, diplomatico e politico maliano
- 1955 - Susie Patterson, ex sciatrice alpina statunitense
- 1955 - Matteo Maria Zuppi, cardinale e arcivescovo cattolico italiano
- 1956 - Edoardo Albinati, scrittore, traduttore e sceneggiatore italiano
- 1956 - Stanislav Birner, ex tennista cecoslovacco
- 1956 - Neil Buchanan, conduttore televisivo e chitarrista britannico
- 1956 - Mario D'Amico, autore televisivo italiano
- 1956 - Nicanor Duarte Frutos, politico paraguaiano
- 1956 - Ilir Lame, ex calciatore albanese
- 1956 - Marco Maestripieri, allenatore di calcio e ex calciatore italiano
- 1956 - Riitta Ollikka, ex sciatrice alpina finlandese
- 1956 - Kim Sands, ex tennista statunitense
- 1956 - Stephen Spinella, attore statunitense
- 1956 - Nicolae Ungureanu, ex calciatore rumeno
- 1957 - Lynda Chyzyk, sciatrice alpina canadese
- 1957 - Gianfranco Cunico, pilota di rally italiano
- 1957 - Ildikó Dalnoki, ex cestista ungherese
- 1957 - Jim Davis, politico e avvocato statunitense
- 1957 - Francky Dury, allenatore di calcio e ex calciatore belga
- 1957 - Luciano Favero, ex calciatore italiano
- 1957 - Dawn French, attrice, doppiatrice e comica britannica
- 1957 - Eric Keenleyside, attore canadese
- 1957 - Eugenio Randi, politico italiano
- 1957 - Martin Wimmer, pilota motociclistico tedesco
- 1957 - Lobão, cantante, compositore e polistrumentista brasiliano
- 1957 - Jeannette Vega, politica e medica cilena
- 1958 - Rossella Galbiati, ex ciclista su strada e pistard italiana
- 1958 - Giuseppe Memeo, ex terrorista italiano
- 1958 - Tony Moore, cantante statunitense
- 1959 - Wayne Gardner, pilota motociclistico e pilota automobilistico australiano
- 1959 - Paul Haghedooren, ciclista su strada belga († 1997)
- 1959 - Bob Inglis, politico e avvocato statunitense
- 1959 - Grigorij Kajdanov, scacchista statunitense
- 1959 - Hans-Dieter Lucas, diplomatico tedesco
- 1959 - Paul Miller, ex calciatore inglese
- 1959 - Michiel Schapers, allenatore di tennis e ex tennista olandese
- 1959 - Kārlis Šadurskis, politico lettone
- 1960 - Melissa Bank, scrittrice statunitense († 2022)
- 1960 - Randy Breuer, ex cestista statunitense
- 1960 - Nicola Bryant, attrice britannica
- 1960 - Stan Douglas, artista canadese
- 1960 - Joe Nash, ex giocatore di football americano statunitense
- 1960 - Aleksandr Panfilov, ex pistard uzbeko
- 1960 - Gábor Pölöskei, allenatore di calcio e ex calciatore ungherese
- 1960 - Anne van Schuppen, ex maratoneta olandese
- 1961 - Hany Abu-Assad, regista, sceneggiatore e produttore cinematografico palestinese
- 1961 - Gilda, cantautrice argentina († 1996)
- 1961 - Fabio Cavallucci, storico dell'arte italiano
- 1961 - Amr Diab, cantante, compositore e attore egiziano
- 1961 - Pasquale Marrazzo, regista, sceneggiatore e produttore cinematografico italiano
- 1961 - Steve Young, ex giocatore di football americano statunitense
- 1962 - Pavel Černý, ex calciatore cecoslovacco
- 1962 - Maria Grazia Cogoli, marciatrice italiana
- 1962 - Joan Cusack, attrice, comica e sceneggiatrice statunitense
- 1962 - Anne Enright, scrittrice irlandese
- 1962 - Richard Paul Evans, scrittore statunitense
- 1962 - Robert Felisiak, ex schermidore polacco
- 1962 - Chuck Fleischmann, politico e avvocato statunitense
- 1962 - Elisa Heinsohn, attrice, cantante e ballerina statunitense
- 1962 - Leslie Landon, attrice e psicologa statunitense
- 1962 - Gustavo Luza, ex tennista argentino
- 1962 - Stefano Ricucci, imprenditore italiano
- 1962 - Martin Wostenholme, ex tennista canadese
- 1963 - Silvia Calandrelli, dirigente d'azienda italiana
- 1963 - Massimiliano Casacci, compositore, tecnico del suono e produttore discografico italiano
- 1963 - Jurij Charčenko, ex slittinista sovietico
- 1963 - Ettore Licheri, politico e avvocato italiano
- 1963 - Brian Rice, allenatore di calcio e ex calciatore scozzese
- 1963 - Ronny Rosenthal, procuratore sportivo e ex calciatore israeliano
- 1963 - Mohamed Sahil, ex calciatore marocchino
- 1963 - Michael Smith, ex wrestler statunitense
- 1963 - Igor' Vernik, attore, doppiatore e conduttore televisivo russo
- 1963 - Jordi Villacampa, ex cestista e dirigente sportivo spagnolo
- 1963 - Fernando Villavicencio, politico e giornalista ecuadoriano († 2023)
- 1963 - Faysal bin al-Husayn, principe e militare giordano
- 1964 - Giovanni Barozzino, operaio e politico italiano
- 1964 - Kenny Green, ex cestista statunitense
- 1964 - Janusz Kaleta, vescovo cattolico polacco
- 1964 - Monica Lamb, ex cestista statunitense
- 1964 - Silvano Lorenzon, ex ciclista su strada italiano
- 1964 - Fabio Lupo, dirigente sportivo e ex calciatore italiano
- 1964 - Martin Oehry, ex calciatore liechtensteinese
- 1964 - Enrico Piccinelli, politico italiano
- 1964 - Martha Richler, disegnatrice e storica inglese
- 1964 - Roberto Sommella, giornalista italiano
- 1964 - James Sean Wall, vescovo cattolico statunitense
- 1965 - Sean Patrick Flanery, attore statunitense
- 1965 - Alexander Hacke, musicista e produttore discografico tedesco
- 1965 - Orlando Hernández, ex giocatore di baseball cubano
- 1965 - Lennie James, attore britannico
- 1965 - Orlando Maturana, ex calciatore colombiano
- 1965 - Julianne McNamara, ex ginnasta statunitense
- 1965 - Jean-François Péron, ex calciatore francese
- 1965 - Rikishi, wrestler statunitense
- 1965 - Juan Ignacio Cirac Sasturain, fisico spagnolo
- 1965 - Henriëtte Weersing, ex pallavolista olandese
- 1965 - Tony Woods, ex giocatore di football americano statunitense
- 1965 - Nicola Zingaretti, politico italiano
- 1966 - Fehaid Aldeehani, tiratore a volo kuwaitiano
- 1966 - Hauschka, compositore e pianista tedesco
- 1966 - Gheorghe Ceaușilă, ex calciatore rumeno
- 1966 - Pau Donés, cantautore e chitarrista spagnolo († 2020)
- 1966 - Bobby Humphrey, ex giocatore di football americano statunitense
- 1966 - Andy Kilner, allenatore di calcio e ex calciatore inglese
- 1966 - Luke Perry, attore e doppiatore statunitense († 2019)
- 1966 - László Rátgéber, allenatore di pallacanestro ungherese
- 1966 - Sergej Surovikin, generale russo
- 1966 - Jonathan C. Wright, politico statunitense
- 1967 - Alessandro Bertoglio, giornalista e conduttore radiofonico italiano
- 1967 - Tony Chimel, statunitense
- 1967 - Fabio De Luigi, attore, comico e imitatore italiano
- 1967 - Jay Grdina, ex attore pornografico statunitense
- 1967 - Hevia, musicista spagnolo
- 1967 - Artie Lange, attore, comico e conduttore radiofonico statunitense
- 1967 - Danny Maddix, allenatore di calcio e ex calciatore giamaicano
- 1967 - Ben Marcus, scrittore statunitense
- 1967 - Erik Pedersen, ex calciatore norvegese
- 1967 - Ihor Pinčuk, ex cestista sovietico
- 1967 - Mario Riso, batterista e compositore italiano
- 1967 - Mario Salas, allenatore di calcio e ex calciatore cileno
- 1967 - Taz, ex wrestler e commentatore televisivo statunitense
- 1967 - Isaac C. Singleton Jr., attore statunitense
- 1967 - Peter Thiel, imprenditore e politico statunitense
- 1967 - Gianmarco Tognazzi, attore e conduttore televisivo italiano
- 1967 - Dušan Uhrin Jr., allenatore di calcio e ex calciatore ceco
- 1967 - Linetta Wilson, ex velocista statunitense
- 1968 - Max Croci, regista italiano († 2018)
- 1968 - José Antonio Fortea, scrittore e presbitero spagnolo
- 1968 - Giovanna Gianera, ex sciatrice alpina italiana
- 1968 - Cynthia Johnston, ex cestista canadese
- 1968 - Jane Krakowski, attrice e doppiatrice statunitense
- 1968 - Brett Morgen, regista statunitense
- 1968 - George Ratliff, regista, produttore cinematografico e scenografo statunitense
- 1968 - Guillermo Rivarola, allenatore di calcio e ex calciatore argentino
- 1968 - Halla Tómasdóttir, manager e politica islandese
- 1968 - Johnny Villarroel, ex calciatore boliviano
- 1968 - Ali Yerlikaya, politico e funzionario turco
- 1969 - Merieme Chadid, astronoma e esploratrice marocchina
- 1969 - Jury Chechi, personaggio televisivo e ex ginnasta italiano
- 1969 - Martin Hašek, allenatore di calcio e ex calciatore ceco
- 1969 - Carsten Johansen, ex calciatore norvegese
- 1969 - Stephen Moyer, attore, regista e produttore cinematografico britannico
- 1969 - Ferenc Orosz, ex calciatore ungherese
- 1969 - Costantino dei Paesi Bassi, principe olandese
- 1969 - Francesco Palermo, costituzionalista e politico italiano
- 1969 - Andrea Pennacchi, attore, drammaturgo e regista teatrale italiano
- 1969 - William Sigei, ex mezzofondista keniota
- 1969 - Tetjana Tereščuk-Antipova, ex ostacolista ucraina
- 1969 - Alexander Vargas, ex cestista e politico venezuelano
- 1969 - Damian Wilson, cantante, chitarrista e tastierista britannico
- 1969 - Marcelo dos Santos Cipriano, ex calciatore brasiliano
- 1970 - Gian Matteo Fagnini, ex ciclista su strada italiano
- 1970 - Guido Frisoni, ex ciclista su strada sammarinese
- 1970 - U-God, rapper statunitense
- 1970 - Lee Bong-ju, ex maratoneta sudcoreano
- 1970 - MC Lyte, rapper e attrice statunitense
- 1970 - Sergej Ovčinnikov, allenatore di calcio e ex calciatore russo
- 1970 - Park Nam-yeol, ex calciatore sudcoreano
- 1970 - Garth Robinson, ex velocista giamaicano
- 1970 - Pasquale Domenico Rocco, allenatore di calcio e ex calciatore italiano
- 1970 - Régis Rothenbühler, allenatore di calcio e ex calciatore svizzero
- 1970 - Shin Tae-yong, allenatore di calcio e ex calciatore sudcoreano
- 1970 - Constance Zimmer, attrice statunitense
- 1971 - Frank Bayard, abate tedesco
- 1971 - Omar Di Monopoli, scrittore italiano
- 1971 - Petra Haden, violinista e cantante statunitense
- 1971 - Tanya Haden, artista, violoncellista e cantante statunitense
- 1971 - Justin Lin, regista, produttore cinematografico e produttore televisivo taiwanese
- 1971 - Mana Nishiura, batterista giapponese († 2005)
- 1971 - Oleksandr Pomazun, allenatore di calcio e ex calciatore ucraino
- 1971 - Yu Ming, ex calciatore cinese
- 1972 - Claudia Black, attrice australiana
- 1972 - Cléber Eduardo Arado, calciatore brasiliano († 2021)
- 1972 - Tamara Gee, cantautrice statunitense
- 1972 - Diego Giugovaz, pilota motociclistico italiano
- 1972 - Oleksandr Horbačuk, schermidore ucraino
- 1972 - Kyoko Ina, ex pattinatrice artistica su ghiaccio statunitense
- 1972 - Romeo Jozak, allenatore di calcio e dirigente sportivo croato
- 1972 - Gianluca Musiu, attore e doppiatore italiano
- 1972 - Cherokee Parks, ex cestista statunitense
- 1973 - Brendan B. Brown, musicista statunitense
- 1973 - Ilaria Cavo, giornalista e politica italiana
- 1973 - Fabrizio Ficini, ex calciatore italiano
- 1973 - Linda Hardy, attrice e modella francese
- 1973 - Takeshi Kaneshiro, attore, cantante e doppiatore giapponese
- 1973 - Tomáš Konečný, ex ciclista su strada ceco
- 1973 - Giovanni Molari, ingegnere italiano
- 1973 - Steven Pressley, allenatore di calcio e ex calciatore scozzese
- 1973 - Daisuke Sakaguchi, doppiatore giapponese
- 1973 - Mike Smith, chitarrista statunitense
- 1973 - Niki Xanthou, ex lunghista greca
- 1974 - Jason Arnott, ex hockeista su ghiaccio canadese
- 1974 - Terje Håkonsen, snowboarder norvegese
- 1974 - Morsy Kenawy, ex giocatore di calcio a 5 egiziano
- 1974 - Kane Kosugi, attore statunitense
- 1974 - Valerie Niehaus, attrice tedesca
- 1974 - Jamie Thomas, skater statunitense
- 1975 - Kimberly Clarice Aiken, modella statunitense
- 1975 - Nat Faxon, attore, sceneggiatore e comico statunitense
- 1975 - Marek Kulič, ex calciatore ceco
- 1975 - Lee Sang-hun, ex calciatore sudcoreano
- 1975 - Renate Lingor, ex calciatrice tedesca
- 1975 - Labina Mitevska, attrice e produttrice cinematografica macedone
- 1975 - Louis Ozawa Changchien, attore statunitense
- 1975 - Herbert Pixner, musicista e compositore italiano
- 1975 - Francisco Vila, dirigente sportivo e ex ciclista su strada spagnolo
- 1975 - Donato Zoppo, saggista, giornalista e conduttore radiofonico italiano
- 1976 - Antonio Bernardi, ex calciatore italiano
- 1976 - Erika Bernardi, attrice e personaggio televisivo italiana
- 1976 - Carlo Cascone, attore e conduttore televisivo italiano
- 1976 - Emily Deschanel, attrice, produttrice televisiva e produttrice cinematografica statunitense
- 1976 - Gabriele Greco, attore, regista e produttore cinematografico italiano
- 1976 - Bobby Joe Hatton, ex cestista portoricano
- 1976 - Salman Amin Khan, educatore e imprenditore statunitense
- 1976 - Jeron Roberts, ex cestista statunitense
- 1976 - Jochen Seitz, allenatore di calcio e ex calciatore tedesco
- 1977 - Igor Figueiredo, giocatore di snooker brasiliano
- 1977 - Martín Astudillo, allenatore di calcio e ex calciatore argentino
- 1977 - Iris Bahr, attrice e comica israeliana
- 1977 - Elena Berežnaja, ex pattinatrice artistica su ghiaccio russa
- 1977 - Matt Bomer, attore statunitense
- 1977 - Micaela Campana, politica italiana
- 1977 - Laura Gallego García, scrittrice spagnola
- 1977 - Marcus Goree, ex cestista statunitense
- 1977 - Adam Heidt, ex slittinista statunitense
- 1977 - Sharon Hunt, cavallerizza britannica
- 1977 - Jérémie Janot, allenatore di calcio e ex calciatore francese
- 1977 - Desmond Mason, ex cestista statunitense
- 1977 - Antiopī Melidōnī, pallanuotista greca
- 1978 - Wes Chatham, attore statunitense
- 1978 - Matthew Conger, arbitro di calcio neozelandese
- 1978 - Carlos Manuel Gonçalves Alonso, ex calciatore angolano
- 1978 - Reinfried Herbst, ex sciatore alpino austriaco
- 1978 - Takuya Kawaguchi, ex calciatore giapponese
- 1978 - Igor Kralevski, ex calciatore macedone
- 1978 - Mauro Sérgio Viriato Mendes, ex calciatore brasiliano
- 1979 - Bae Doo-na, attrice e modella sudcoreana
- 1979 - Jamar Beasley, ex calciatore e ex giocatore di calcio a 5 statunitense
- 1979 - Francesca Fialdini, giornalista, conduttrice televisiva e conduttrice radiofonica italiana
- 1979 - Filippo Gallinella, politico italiano
- 1979 - Žanna Haradzeckaja, ex cestista bielorussa
- 1979 - Kim Yong-dae, ex calciatore sudcoreano
- 1979 - Roberto Occhiuzzi, allenatore di calcio e ex calciatore italiano
- 1979 - Christer Persson, allenatore di calcio e ex calciatore svedese
- 1979 - Gabe Saporta, cantante e bassista uruguaiano
- 1979 - Rob Sheridan, direttore artistico, grafico e fotografo statunitense
- 1979 - Dīmītrīs Spanoulīs, ex cestista greco
- 1979 - Alessandro Tersigni, attore italiano
- 1979 - Andrew Vancoillie, ex ciclista su strada e ciclocrossista belga
- 1980 - Ahmed al-Haznawi, terrorista saudita († 2001)
- 1980 - Serge Branco, ex calciatore camerunese
- 1980 - Johan Hamel, arbitro di calcio francese († 2022)
- 1980 - Motohiro Hata, cantautore giapponese
- 1980 - Marcus König, politico tedesco
- 1980 - Katarina Manić, ex cestista serba
- 1980 - Julie McNiven, attrice statunitense
- 1980 - Nyron Nosworthy, ex calciatore giamaicano
- 1980 - Dedalo Pignatone, politico italiano
- 1980 - Bridget Powers, ex attrice pornografica statunitense
- 1980 - Robert Christopher Riley, attore statunitense
- 1980 - Steve Ross, ex cestista canadese
- 1980 - Tomokazu Sugita, doppiatore giapponese
- 1980 - Adele du Plooy, schermitrice sudafricana
- 1981 - Mehmet Eren Boyraz, ex calciatore turco
- 1981 - Francis Carmont, artista marziale misto francese
- 1981 - Silvia Covolo, ex politica italiana
- 1981 - Elizabeth Meriwether, sceneggiatrice e produttrice televisiva statunitense
- 1981 - Tiassé Koné, ex calciatore ivoriano
- 1981 - Ayad Lamdassem, mezzofondista e maratoneta marocchino
- 1981 - Sam Ricketts, allenatore di calcio e ex calciatore inglese
- 1981 - Arturo Ruas, wrestler brasiliano
- 1981 - Davide Succi, allenatore di calcio e ex calciatore italiano
- 1982 - Ansi Agolli, ex calciatore albanese
- 1982 - Patrick Biggs, ex sciatore alpino canadese
- 1982 - Gérald Darmanin, politico francese
- 1982 - Trevor Donovan, modello e attore statunitense
- 1982 - Giorgio Giampà, compositore, musicista e produttore cinematografico italiano
- 1982 - Ilan Halimi, francese († 2006)
- 1982 - Martin Kryštof, pallavolista ceco
- 1982 - Blandine Lachèze, pentatleta francese
- 1982 - Caroline Lind, canottiera statunitense
- 1982 - Chris McNaughton, ex cestista tedesco
- 1982 - Martina Müller, tennista tedesca
- 1982 - Mark Popovic, hockeista su ghiaccio canadese
- 1982 - Lucas Rey, hockeista su prato argentino
- 1982 - Edoardo Rialti, scrittore, traduttore e docente italiano
- 1982 - Salim Stoudamire, ex cestista statunitense
- 1982 - Terrell Suggs, giocatore di football americano statunitense
- 1982 - Jadier Valladares, ex sollevatore cubano
- 1982 - Steven De Decker, ex ciclista su strada e ciclocrossista belga
- 1982 - Mauricio Victorino, allenatore di calcio e ex calciatore uruguaiano
- 1982 - Matthias Witthaus, hockeista su prato tedesco
- 1982 - Shinsuke Yamanaka, ex pugile giapponese
- 1982 - Valentina Zeljaeva, modella russa
- 1983 - Jennifer Luv, ex attrice pornografica peruviana
- 1983 - Vivian Cheruiyot, mezzofondista e maratoneta keniota
- 1983 - Dyron Daal, ex calciatore olandese
- 1983 - Denis Grebeškov, hockeista su ghiaccio russo
- 1983 - Bradley James, attore britannico
- 1983 - Ľubomíra Kurhajcová, ex tennista slovacca
- 1983 - Marcel Novick, ex calciatore uruguaiano
- 1983 - Luciano Onetti, regista cinematografico, musicista e compositore argentino
- 1983 - Ruslan Ponomarëv, scacchista ucraino
- 1983 - Hadi Özdemir, cestista turco
- 1984 - Michailas Anisimovas, ex cestista ucraino
- 1984 - Bartłomiej Bonk, sollevatore polacco
- 1984 - Mario Cau, fumettista brasiliano
- 1984 - Martha MacIsaac, attrice canadese
- 1984 - Jeronimas Milius, cantante lituano
- 1984 - Samson Mungai, ex maratoneta e fondista di corsa in montagna keniota
- 1984 - Morten Olsen, ex pallamanista danese
- 1984 - Sandra Piršić, ex cestista slovena
- 1984 - Francesca Anna Ruggiero, politica italiana
- 1984 - Aleksandr Smirnov, ex pattinatore artistico su ghiaccio russo
- 1984 - Tony Valente, fumettista francese
- 1984 - Jane Zhang, cantautrice e musicista cinese
- 1985 - Joel Almeida, cestista capoverdiano
- 1985 - Giuseppe Alongi, maestro di scherma e ex schermidore italiano
- 1985 - François-Xavier Bellamy, politico e saggista francese
- 1985 - Margaret Berger, cantante norvegese
- 1985 - Nesta Carter, ex velocista giamaicano
- 1985 - Kellen Davis, giocatore di football americano statunitense
- 1985 - Demar Dotson, giocatore di football americano statunitense
- 1985 - Álvaro Fernández, ex calciatore uruguaiano
- 1985 - Annette Gerritsen, ex pattinatrice di velocità su ghiaccio olandese
- 1985 - James Grayman, ex altista antiguo-barbudano
- 1985 - Adem Güven, ex calciatore norvegese
- 1985 - Jorge Perlaza, ex calciatore colombiano
- 1985 - Bram van Polen, ex calciatore olandese
- 1985 - Håvard Solem, giocatore di calcio a 5 e ex calciatore norvegese
- 1985 - Michelle Trachtenberg, attrice e modella statunitense († 2025)
- 1985 - Carl Tremarco, ex calciatore inglese
- 1985 - Wang Mingjuan, sollevatrice cinese
- 1986 - Stefano Marchetti, hockeista su ghiaccio italiano
- 1986 - Henry Melton, giocatore di football americano statunitense
- 1986 - Selma M'Nasria, ex cestista tunisina
- 1986 - David Mendes Silva, calciatore capoverdiano
- 1987 - Tony Beltran, dirigente sportivo e ex calciatore statunitense
- 1987 - Vito Comencini, politico italiano
- 1987 - Mike Conley, cestista statunitense
- 1987 - Patrick Fabian, ex calciatore tedesco
- 1987 - Timo Furuholm, ex calciatore finlandese
- 1987 - Musa Hajdari, mezzofondista kosovaro
- 1987 - Jermale Hines, giocatore di football americano statunitense
- 1987 - Ariella Käslin, ex ginnasta svizzera
- 1987 - Yasmany López, calciatore cubano
- 1987 - Pablo Mouche, calciatore argentino
- 1987 - Mads Østberg, pilota di rally norvegese
- 1987 - Marija Panfilova, ex biatleta e fondista russa
- 1987 - Ciro Petrone, attore italiano
- 1987 - Chelsea Valois, bobbista canadese
- 1988 - Ade Alleyne-Forte, ex velocista trinidadiano
- 1988 - Toney Clemons, giocatore di football americano statunitense
- 1988 - Séamus Coleman, calciatore e allenatore di calcio irlandese
- 1988 - Federico Colosimo, ex pallanuotista italiano
- 1988 - Ivica Džolan, calciatore croato
- 1988 - Giovanna Epis, maratoneta e mezzofondista italiana
- 1988 - Mekonnen Gebremedhin, mezzofondista etiope
- 1988 - Omar Gonzalez, calciatore statunitense
- 1988 - Rika Izumi, modella, attrice e cantante giapponese
- 1988 - Leonardo Lidi, attore e regista teatrale italiano
- 1988 - Petra Matijašević, taekwondoka croata
- 1988 - Jennifer Morales, schermitrice cubana
- 1988 - Lidia Oppo, ex cestista italiana
- 1988 - Katelan Redmon, ex cestista statunitense
- 1988 - Ricochet, wrestler statunitense
- 1988 - Sergiu Ursache, rugbista a 15 romeno
- 1988 - Wanderley Santos Monteiro Júnior, ex calciatore brasiliano
- 1988 - Hair Zeqiri, ex calciatore albanese
- 1989 - Chafik Besseghier, pattinatore artistico su ghiaccio francese
- 1989 - Jacopo Cavallaro, attore italiano
- 1989 - Anthony Davis, ex giocatore di football americano statunitense
- 1989 - Domenico Fontana, velocista italiano
- 1989 - Kira Jarmyš, scrittrice e attivista russa
- 1989 - Denis Juskov, pattinatore di velocità su ghiaccio russo
- 1989 - Henry Lau, cantante, musicista e attore canadese
- 1989 - Maxime Le Marchand, ex calciatore francese
- 1989 - Robbie Manson, canottiere neozelandese
- 1989 - Jack McGrath, rugbista a 15 irlandese
- 1989 - Jenrry Mejía, giocatore di baseball dominicano
- 1989 - Benjamin Mokulu, calciatore belga
- 1989 - Riddick Moss, wrestler statunitense
- 1989 - Zoran Nižić, calciatore croato
- 1989 - Will Rackley, giocatore di football americano statunitense
- 1989 - Paula Schramm, attrice e doppiatrice tedesca
- 1989 - Michelle Wie, golfista statunitense
- 1989 - Ivan Yagan, calciatore belga
- 1989 - Zhou Peng, cestista cinese
- 1990 - Gonzalo Abdala, giocatore di calcio a 5 argentino
- 1990 - Stephane Acka, calciatore ivoriano
- 1990 - Paweł Baranowski, calciatore polacco
- 1990 - Edickson Contreras, tuffatore venezuelano
- 1990 - Aubrey David, calciatore guyanese
- 1990 - Georgia Davies, ex nuotatrice britannica
- 1990 - Evaldas Kairys, cestista lituano
- 1990 - James Kinney, cestista statunitense
- 1990 - Cristian Mejía, ex calciatore colombiano
- 1990 - Paolo Oliva, pallanuotista italiano
- 1990 - Sebastian Rode, ex calciatore tedesco
- 1990 - Julija Sanina, cantante ucraina
- 1990 - Jericho Cruz, cestista filippino
- 1990 - Jordan Williams, ex cestista statunitense
- 1991 - Koray Altınay, calciatore turco
- 1991 - J.J. Avila, cestista statunitense
- 1991 - Joel Bitonio, giocatore di football americano statunitense
- 1991 - Giuseppe De Luca, calciatore italiano
- 1991 - Guillermo Matías Fernández, calciatore argentino
- 1991 - Toby Fox, autore di videogiochi e compositore statunitense
- 1991 - Jack Garratt, cantante e polistrumentista britannico
- 1991 - Andy Halliday, calciatore scozzese
- 1991 - Absalom Iimbondi, calciatore namibiano
- 1991 - Kane Ritchotte, attore, cantante e produttore discografico statunitense
- 1991 - Davide Uccellari, triatleta italiano
- 1991 - Wei Yongli, velocista cinese
- 1991 - Wescley Gomes dos Santos, calciatore brasiliano
- 1991 - Kika van Es, ex calciatrice olandese
- 1991 - Jakub Śmiechowski, pilota automobilistico polacco
- 1992 - Jean-Daniel Akpa-Akpro, calciatore ivoriano
- 1992 - Cardi B, rapper e personaggio televisivo statunitense
- 1992 - Spencer Butterfield, cestista statunitense
- 1992 - Blessing Ibrahim, triplista nigeriana
- 1992 - Tamyra Mensah, lottatrice statunitense
- 1992 - Emilia Pikkarainen, ex nuotatrice finlandese
- 1992 - Abbas Qali, nuotatore kuwaitiano
- 1992 - Kareem Valentine, ex nuotatore antiguo-barbudano
- 1992 - Ivan Varone, calciatore italiano
- 1993 - CJ Albertson, maratoneta e ultramaratoneta statunitense
- 1993 - Ryley Barnes, pallavolista canadese
- 1993 - Matuê, rapper brasiliano
- 1993 - Josip Čalušić, calciatore croato
- 1993 - Mark Diemers, calciatore olandese
- 1993 - Brandon Flynn, attore statunitense
- 1993 - Imed Louati, calciatore tunisino
- 1993 - Auriane Mallo, schermitrice francese
- 1993 - João Mário Nunes Fernandes, calciatore guineense
- 1993 - Danijel Miškić, calciatore croato
- 1993 - Arkane Mohamed, calciatore francese
- 1993 - Marco Mollura, cestista italiano
- 1993 - Sean Murray, calciatore irlandese
- 1993 - Chidi Osuchukwu, calciatore nigeriano
- 1993 - Zack Sanchez, ex giocatore di football americano statunitense
- 1993 - Marcello Violi, ex rugbista a 15 e allenatore di rugby a 15 italiano
- 1994 - Abdulellah Al-Malki, calciatore saudita
- 1994 - Phora, rapper statunitense
- 1994 - Andrea Beghetto, calciatore italiano
- 1994 - Tomáš Brigant, calciatore slovacco
- 1994 - Arnel Cabrera, pallavolista portoricano
- 1994 - Stacy Davis, cestista statunitense
- 1994 - Adelina Engman, calciatrice finlandese
- 1994 - Mikael Mandron, calciatore francese
- 1994 - Imani McGee-Stafford, cestista statunitense
- 1994 - Denys Mirošničenko, calciatore ucraino
- 1994 - Clésio, calciatore mozambicano
- 1994 - Júnior Santos, calciatore brasiliano
- 1994 - Romain Seigle, ciclista su strada, ciclocrossista e mountain biker francese
- 1994 - T.J. Watt, giocatore di football americano statunitense
- 1995 - Giulia Aprile, mezzofondista italiana
- 1995 - Janar Asadov, giocatore di calcio a 5 russo
- 1995 - Sebastian Bley, slittinista tedesco
- 1995 - Fankaty Dabo, calciatore inglese
- 1995 - Guðni Valur Guðnason, discobolo e pesista islandese
- 1995 - Nicolás Jarry, tennista cileno
- 1995 - Jamie Lindsay, calciatore scozzese
- 1995 - David Malembana, calciatore tedesco
- 1995 - Denise Pimpini, giocatrice di curling italiana
- 1995 - Michael Rose, calciatore scozzese
- 1995 - Igor Sapała, calciatore polacco
- 1995 - Jaushua Sotirio, calciatore australiano
- 1995 - Pilar Victoriá, pallavolista portoricana († 2024)
- 1995 - Aleksandra Zamachowska, schermitrice polacca
- 1996 - Tomás Asta-Buruaga, calciatore cileno
- 1996 - Lineth Beerensteyn, calciatrice olandese
- 1996 - Eraldo Çinari, calciatore albanese
- 1996 - Nicky Degrendele, pistard belga
- 1996 - Ding Bangchao, astista cinese
- 1996 - Alan Franco, calciatore argentino
- 1996 - Javier Pérez Polo, taekwondoka spagnolo
- 1996 - Rhea Ripley, wrestler australiana
- 1996 - Ameed Mahajneh, calciatore palestinese
- 1996 - Arman Tsarukyan, artista marziale misto armeno
- 1996 - Andrija Vukčević, calciatore montenegrino
- 1996 - Maaike de Waard, nuotatrice olandese
- 1997 - Steven Alfred, calciatore nigeriano
- 1997 - Daniel Armstrong, calciatore scozzese
- 1997 - Akeem Bloomfield, velocista giamaicano
- 1997 - Tony Carr, cestista statunitense
- 1997 - Gustavo Cortez, calciatore ecuadoriano
- 1997 - Marthe Enlid, calciatrice norvegese
- 1997 - Cole Fotheringham, giocatore di football americano statunitense
- 1997 - Jeando Fuchs, calciatore camerunese
- 1997 - Emmanuel Iyoha, calciatore tedesco
- 1997 - Vinit Rai, calciatore indiano
- 1997 - Dalibor Takáč, calciatore slovacco
- 1997 - BigWalkDog, rapper statunitense
- 1997 - Zhou Zhaoqian, atleta paralimpica cinese
- 1997 - Georg Zimmermann, ciclista su strada tedesco
- 1998 - Nyeme Costa, pallavolista brasiliana
- 1998 - Tessah Andrianjafitrimo, tennista francese
- 1998 - Zion Corrales-Nelson, velocista filippina
- 1998 - Sander De Pestel, ciclista su strada belga
- 1998 - Mahmoud Gad, calciatore egiziano
- 1998 - Jason Joseph, ostacolista svizzero
- 1998 - Leandro Henrique do Nascimento, calciatore brasiliano
- 1998 - Christian Mahogany, giocatore di football americano statunitense
- 1998 - Pei Xingru, lottatrice cinese
- 1998 - Eric Rosjö, fondista svedese
- 1998 - Lucas Souto, calciatore argentino
- 1998 - Alice Wonder, cantante spagnola
- 1999 - Richard, calciatore brasiliano
- 1999 - Anna Filbey, calciatrice britannica
- 1999 - Keldon Johnson, cestista statunitense
- 1999 - Aldair Neves, calciatore portoghese
- 1999 - Agnes Reisch, saltatrice con gli sci tedesca
- 1999 - Ameer Speed, giocatore di football americano statunitense
- 2000 - Hayden Byerly, attore statunitense
- 2000 - Victor Dican, calciatore rumeno
- 2000 - Ewerthon Diógenes da Silva, calciatore brasiliano
- 2000 - Marc-Olivier Doué, calciatore francese
- 2000 - Troy Fautanu, giocatore di football americano statunitense
- 2000 - Noah Havard, canoista australiano
- 2000 - Emirhan Topçu, calciatore turco

## XXI secolo(23)
- 2001 - Jalen Thomas Brooks, attore statunitense
- 2001 - Maja Chwalińska, tennista polacca
- 2001 - Telma Encarnação, calciatrice portoghese
- 2001 - Gianmarco Franchini, attore italiano
- 2001 - Carlos Emiro Garcés Torres, calciatore colombiano
- 2001 - Ronnie Hickman, giocatore di football americano statunitense
- 2001 - MacBeth Mahlangu, calciatore sudafricano
- 2001 - Daniel Maldini, calciatore italiano
- 2001 - Dylan Mbayo, calciatore belga
- 2001 - Viljami Sinisalo, calciatore finlandese
- 2001 - Arian Smith, giocatore di football americano statunitense
- 2002 - Carmen Arrufat, attrice spagnola
- 2002 - Daniëlle de Jong, calciatrice olandese
- 2003 - Tawanda Chirewa, calciatore inglese
- 2003 - Justin Devenny, calciatore nordirlandese
- 2003 - Luca Mihai, calciatore rumeno
- 2003 - Robert Renan, calciatore brasiliano
- 2003 - Anna Smrek, pallavolista canadese
- 2004 - Alan Matturro, calciatore uruguaiano
- 2005 - Pontus Dahbo, calciatore svedese
- 2006 - Isak Alemayehu, calciatore svedese
- 2006 - Smilla Holmberg, calciatrice svedese
- 2007 - Mohamed Kader Meïté, calciatore francese